# トレース (バンド)
トレース（Trace）は、エクセプション（Ekseption）を脱退したリック・ヴァン・ダー・リンデンによって1974年に結成されたオランダのプログレッシブ・ロック・トリオである。彼等はヴァン・ダー・リンデンがエクセプションに戻る前に、3枚のアルバムをリリースした。

## 略歴
1973年、『Trinity』というタイトルのアルバムをリリースした後、エクセプションのメンバーはヴァン・ダー・リンデンにバンドを脱退するように頼んだ。当時エクセプションはかなり有名だったため、彼等のレコード会社であるフィリップスはヴァン・ダー・リンデンに新しいバンドを見つける機会を与えた。
1974年1月、ヴァン・ダー・リンデンは、以前にエクセプションでドラムを演奏していたピーター・ド・レーウェとリハーサルを始めた。ヴァン・ダー・リンデンはド・レーウェの演奏技術を不足だと考えていたためペアは早々に再分裂し、2月になるとド・レーウェは1973年10月にフォーカスを脱退していたピエール・ヴァン・ダー・リンデンに交代した。ヴァン・ダー・リンデンはトリオを結成するため、当時オランダの最高のベース奏者の一人と考えられていた独学のミュージシャン、ヤープ・ヴァン・エイクにバンドへ参加するよう頼んだ。元々は（スーパーグループのステータスを強調するためにクリームやフラッシュといった名前の伝統に沿い）エース (Ace)というバンド名だったが、イギリスのバンドがすでにその名前を商標登録していることがわかり、名前をトレースに変更しなければならなかった。
1974年5月、トリオは最初のシングルであるディジー・ガレスピーの「Tabu」のプログレッシブ・ロック版を録音し、裏面にオリジナルの「Progress」を収録して、1974年7月にリリースした。1974年9月9日には、グループと同名のファースト・アルバム（邦題『トレースの魔術』）をリリース。1975年1月1日にリリースされたセカンド・アルバム『鳥人王国』は、後にマリリオンのドラマーとなるイアン・モズレイをフィーチャーしていた。1976年にリリースされた3枚目のアルバム『ホワイト・レディース』では、ヴァン・ダー・リンデンはトランペッターのレイン・ヴァン・デン・ブロークを除くエクセプションの元メンバー全員によりサポートされた。1978年にヴァン・デン・ブロークが再びグループに加わると、再びエクセプションとして活動するようになった。

## メンバー
- リック・ヴァン・ダー・リンデン (Rick van der Linden) - キーボード
- ヤープ・ヴァン・エイク (Jaap van Eik) - ギター ※1st-2ndアルバム
- ピエール・ヴァン・ダー・リンデン (Pierre van der Linden) - ドラム ※1stアルバム
- イアン・モズレイ (Ian Mosley) - ドラム ※2ndアルバム
- ダリル・ウェイ (Darryl Way) - ヴァイオリン ※2ndアルバム
- コーエン・フードマン (Coen Hoedeman) - おもちゃのサル ※2ndアルバム
- Cor Dekker - ベース ※3rdアルバム
- Peter de Leeuwe - ドラム、ギター ※3rdアルバム
- Dick Remelink - サックス、フルート ※3rdアルバム
- Hans Jacobse - キーボード ※3rdアルバム
- Hetty Smit - ボーカル ※3rdアルバム
- Harry Schäfer - ナレーター ※3rdアルバム
- The Benny Behr Strings ※Job Maarse指揮。3rdアルバム

## ディスコグラフィ

### スタジオ・アルバム
- 『トレースの魔術』 - Trace (1974年)
- 『鳥人王国』 - Birds (1975年)
- 『ホワイト・レディース』 - The White Ladies (1976年) ※Rick Van Der Linden and Trace名義